# Myrmarachne tagalica
Myrmarachne tagalica là một loài nhện trong họ Salticidae.
Loài này thuộc chi Myrmarachne. Myrmarachne tagalica được Richard C. Banks miêu tả năm 1930.